# Pierre-Anthony Allard
 (avril 2022).
 (avril 2022).
Pierre-Anthony Allard, né le 30 mai 1960 à Chicago, est un photographe français, portraitiste, longtemps associé au Studio Harcourt.
Il commence sa carrière photographique comme informaticien au Studio Harcourt en 1983, pour devenir laborantin, puis assistant de Thierry Bouët, photographe principal du Studio.

## Biographie

### 1960-1983
Il nait en 1960 à Chicago. Son père est directeur de la filiale Benoto pour les États-Unis. Il passe son enfance à Bécon-les-Bruyères, Hauts-de-Seine.
Il est photographié à l'âge de trois ans par le Studio Harcourt, alors installé au 49, avenue d'Iéna, Paris.
Son père lui offre un Canon AE-1 pour sa réussite au bac.
Au cours d'un séjour à New York, il commence la photo. Il s'inscrit dans un cinéclub. Découvre Henri Alekan en visionnant La Belle et la Bête.
En 1976, il découvre la jouissance de la photographie avec le livre de Jeanloup Sieff et Chenz, La Photo. Il tente le concours d'entrée à l'école Louis-Lumière, mais échoue : il ignorait les conséquences sur une prise de vue d'un filtre vert apposé sur un objectif.
En 1982, il effectue son service national dans les parachutistes à Tarbes, au 1er régiment de hussards parachutistes. Il a un grave accident à son 34e saut. On lui diagnostique qu'il ne pourra plus jamais marcher.

### 1984-2008: les années Harcourt
Il se présente au Studio Harcourt, alors installé au 9, rue de la Paix, Paris, et est engagé comme spécialiste en informatique, chargé d'informatiser les 400 000 fichiers papier des prises de vue accumulés depuis 1934.
En 1984, Henri Alekan fait paraître son livre : Des lumières et des ombres. Il en sera influencé tout au long de sa carrière de portraitiste.
Il est laborantin, puis assistant de Thierry Bouët, et devient l'unique photographe en titre du Studio Harcourt au départ de ce dernier en 1984. Il finit directeur artistique, puis directeur associé du studio. En 1985, il quitte  studio. En 1987, il le réintègre, alors qu'il est installé au 10 rue Royale, Paris. En 1992, il rachète la marque Studio Harcourt avec deux associés, François-Denis Poitrinal et Daniel Bour et aidé par sa femme, Marie, pour 421 000 francs. Il installe le Studio au 30, rue des Acacias, Paris, avec un plateau de cinéma 200 m2, équipé de projecteur Cremer achetés d'occasion.

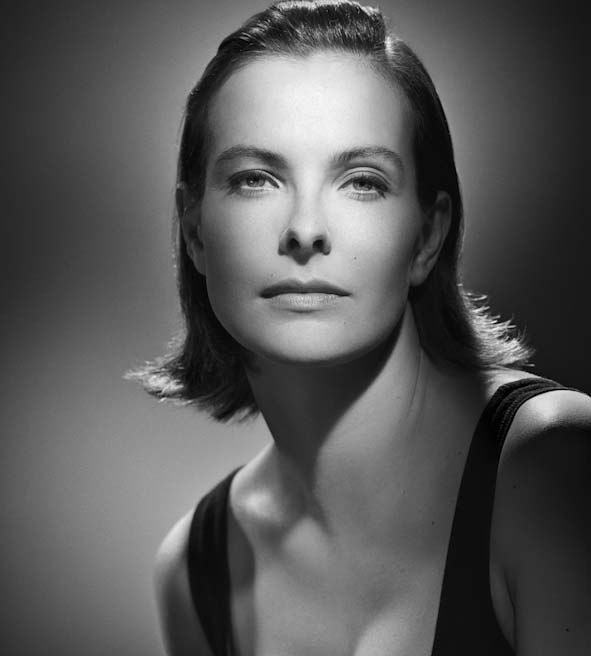
Carole Bouquet, 1995. Un portrait devenu emblématique du style Harcourt

En 1995, il fait le portrait de Carole Bouquet qui deviendra l'emblème du Studio. Il est exposé en haut des marches de l'escalier d'honneur. En 1997, il photographie de Doc Gynéco, inspiré de Marat assassiné de Jacques-Louis David. En 2000, il fait le portrait de Georges Charpak, prix Nobel de physique, sur son lieu de travail, chantant[pas clair] des photos paillardes. En 2005, il fait les portrait de Lætitia Casta, et de Rania de Jordanie.

En 2007, Francis Dagnan,  homme d'affaires, spécialiste de l'immobilier, rachète le Studio. Allard le quitte en 2008.

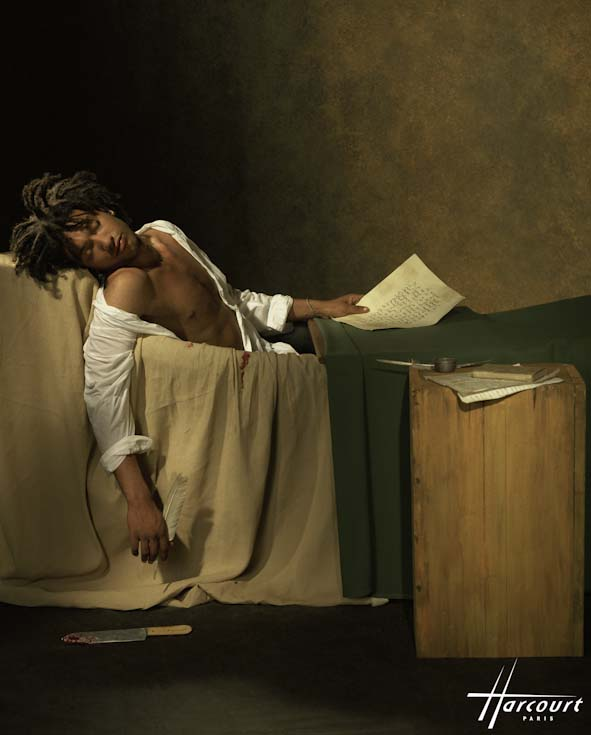
Doc Gynéco, 1997. Pastiche de Marat assassiné de Jacques-Louis David.
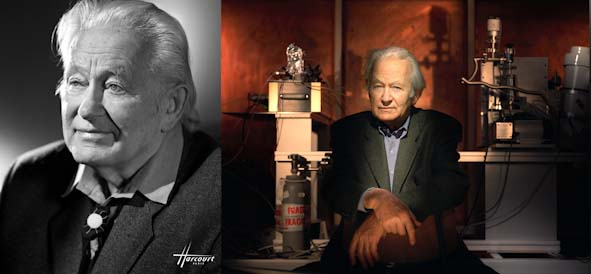
Georges Charpak à son bureau, 2000.
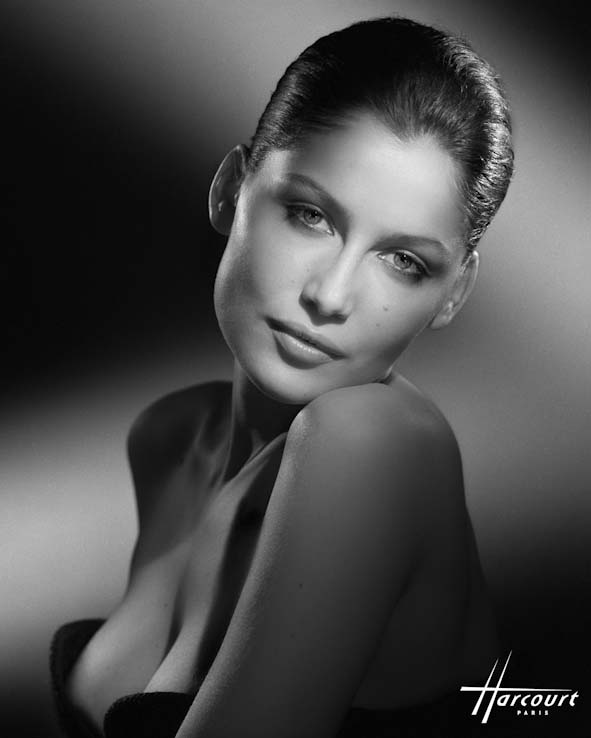
Laetitia Casta, 2005.
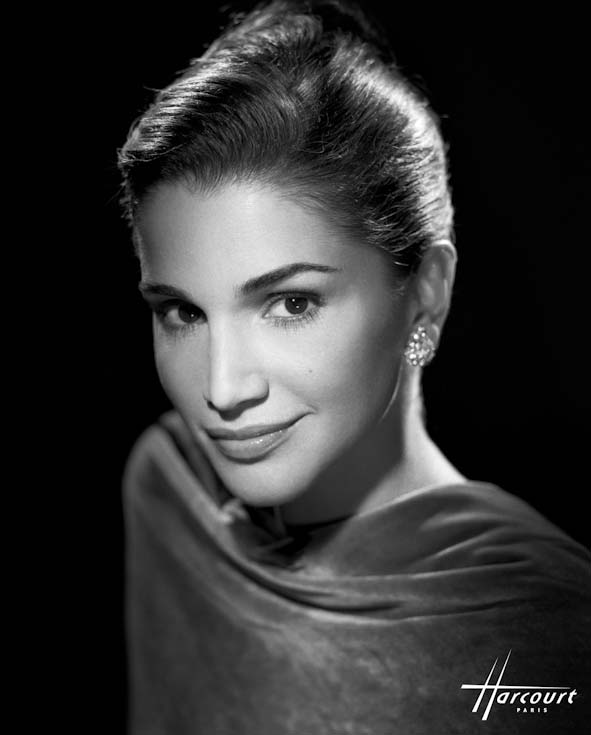
Rania de Jordanie, 2005.
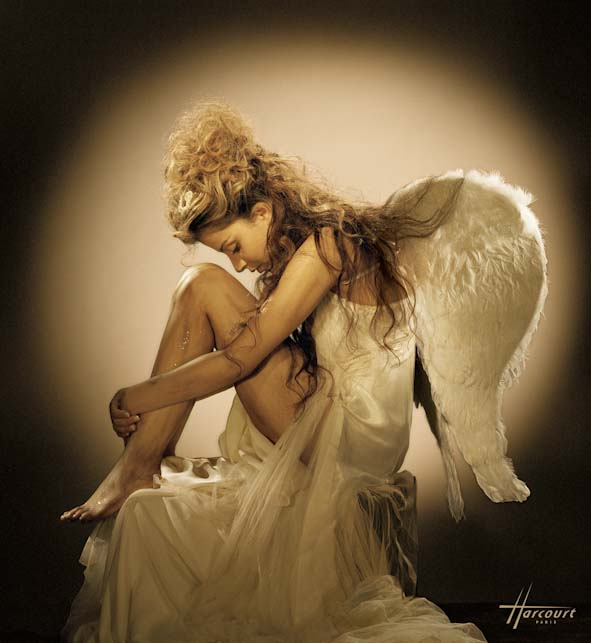
Najoua Belyzel pour la pochette de son single Gabriel.

### 2008-2016
Durant cette période, il est photographe indépendant. En 2011, pour Polka Magazine, il fait les portrais des présidentiables : François Bayrou, Boutin, François Hollande, Joly, Marine Le Pen, etc.

## Exposition
- 2010 : Les Kiosquiers de Paris, Club de la presse, Paris.
- 2021 : festival Visions d’Ailleurs, Martagny, du 2 juillet au 11 septembre 2021[5]